# Mikaela Valtersson
Mikaela Valtersson, född Holmström 6 januari 1967 i Krylbo kyrkobokföringsdistrikt, Kopparbergs län, är en svensk politiker (miljöpartist). Hon var ordinarie riksdagsledamot 2002–2011, invald för Stockholms läns valkrets. Valtersson har varit Miljöpartiets ekonomisk-politiska talesperson. I augusti 2011 meddelade Valtersson att hon lämnar politiken.

## Biografi
Valtersson är uppvuxen i Järna och Stockholm, och har varit lokalpolitiker och gruppledare för Miljöpartiet i Upplands Väsby samt ordförande för partiet i Stockholms län. Hon var riksdagsledamot för Stockholms läns valkrets mellan 2002 och 2011, och har även varit Miljöpartiets ekonomisk-politiska talesperson.

### Riksdagsledamot 2002–2011
Valtersson stod i riksdagsvalet 2006 på första plats på partiets riksdagslista för Stockholms län. Mellan 2006 och 2011 var Valtersson Miljöpartiets representant i finansutskottet samt ledare för partiets riksdagsgrupp. I funktionen som Miljöpartiets ekonomisk-politiska talesperson tog hon del i de samtal tillsammans med Socialdemokraterna och Vänsterpartiet om grunderna för den ekonomiska politiken som fördes under hösten 2008. Hon presenterade tillsammans med Tomas Östros och Ulla Andersson den gemensamma rödgröna budgeten 3 maj 2010.
Från 2009 var Valtersson ordförande för den parlamentariska utredning som regeringen tillsatt om cirkulär migration.
Hon har i stor utsträckning profilerat sig inom utbildningspolitiken, då hon som ledamot i utbildningsutskottet var miljöpartiets ansvarige politiker på utbildningsområdet. Bland frågor hon drivit märks ökad frihet för kommunala skolor, höjt studiemedel för studenter, en mångfald av olika skolor, etableringsfrihet för fristående förskolor samt förlängt antal terminer som studenter kan erhålla studiemedel från 12 till 14. Bland andra hjärtefrågor märks trängselavgifterna, rätten att utdöma vite mot skolor som inte lever upp till nationella krav, friårsreformen och klimatfrågan.
Mikaela Valtersson har argumenterat emot blockpolitiken och öppnat för möjligheten att regera tillsammans med Moderaterna och har ansetts stå längre till höger än andra språkrörskandidater. Å andra sidan har hon drivit frågan om ensamstående föräldrars utsatta ekonomiska situation och hon har varit ledande i partiets rådslag för ett trygghetssystem som omfattar fler.

### Språkrörskandidat 2011
I maj 2011, på Miljöpartiets kongress, togs det formella beslutet att de nya språkrören efter Maria Wetterstrand och Peter Eriksson skulle bli Åsa Romson och Gustav Fridolin. Valtersson var den kvinnliga kandidat som fick flest röster efter Romson. Valtersson hade offentliggjort sin kandidatur 8 december 2010. Den 23 mars 2011 publicerade ett tjugotal framträdande miljöpartister, bland andra Ulf Holm, Maria Ferm och Mats Pertoft, ett stöd för hennes kandidatur på dagstidningen Dagens Nyheters debattsida, DN Debatt. De framhöll bland annat att hon ”kan konsten att formulera den gröna politiken på ett begripligt och trovärdigt sätt”, att hon är ”en tydlig politiker som brinner för att involvera människor i en hållbar omställning” och att hon varit pådrivande vid partiets formulering av partiets miljö- och klimatpolitik under parollen ”Modernisera Sverige”.
I samband med att Valtersson meddelade att hon lämnar politiken, efterlyste hon samtidigt en diskussion om möjligheten att Miljöpartiet skulle bilda regering med Moderaterna.

### Efter politiken
Mikaela Valtersson lämnade riksdagen i september 2011. I november 2011 tillträdde hon som vice vd för Kunskapsskolan. 2012–2013 var hon vice ordförande för Friskolornas riksförbund och 2013–2016 ordförande för samma organisation. Valtersson är även ledamot av styrelsen för Antonia Ax:son Johnsons miljöstiftelse, ledamot av styrelsen för anläggningsföretaget Sveab samt styrelseledamot i tankesmedjan Fores.

### Familj
I antologin Tänk Grönt (2011), inleder Valtersson sitt kapitel "Migration för en bättre värld" med att berätta historien om hur hennes farmors morfar, Otto Vilhelm Larsson, utvandrade till Amerika år 1888. Detta var under en tid då många svenskar utvandrade till Amerika för att där söka skapa sig ett bättre liv än i det då fattiga Sverige. Hon beskriver också i kapitlet varför hon, bland annat med hänvisning till detta exempel, själv är positiv till fri rörlighet över nationsgränserna.
Valtersson har också berättat i radio om sin biologiska mormor, konstnärinnan Beth Lagerlund som levde med Nils Ferlin.